# Leontodon

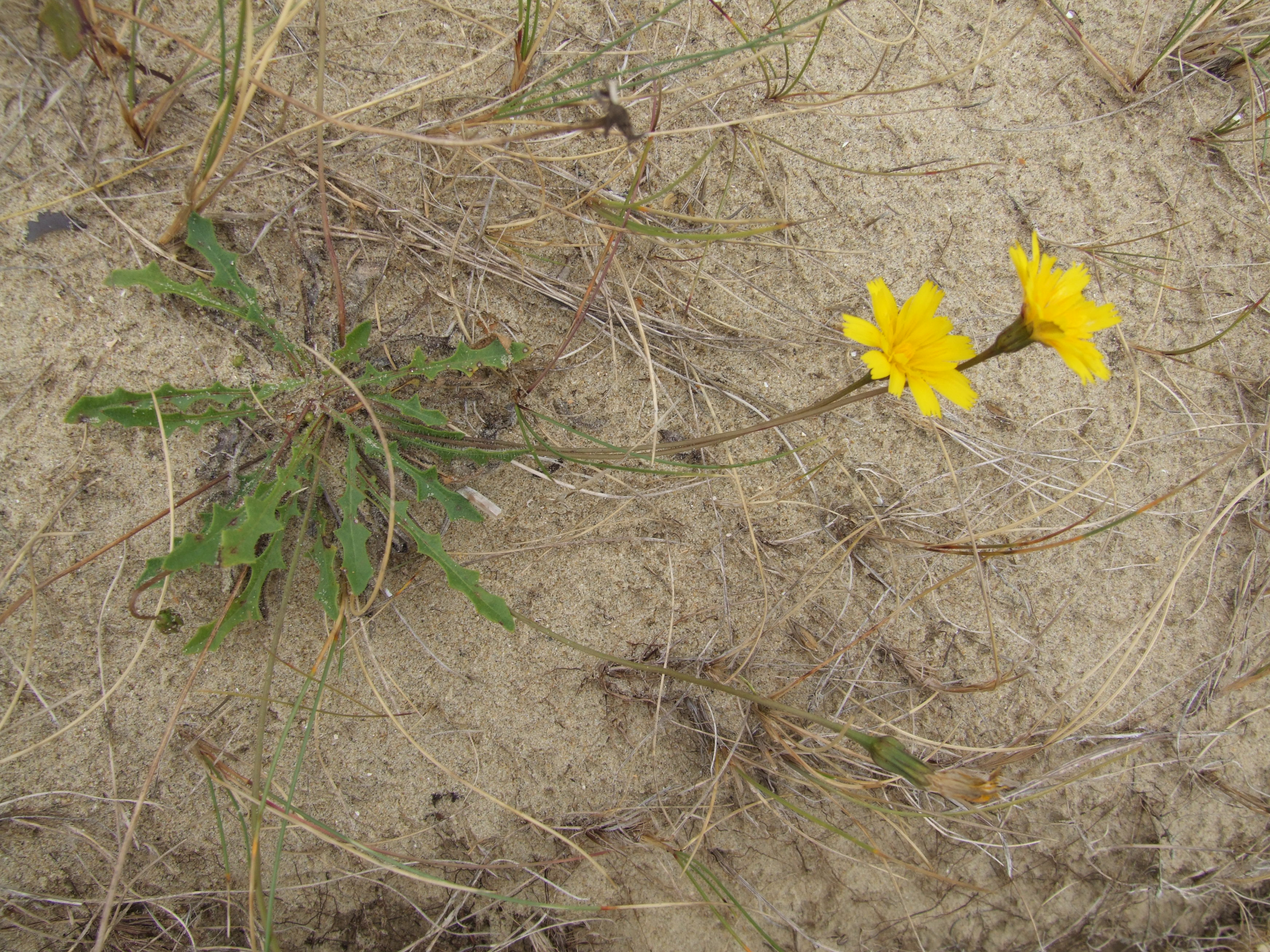
Leontodon saxatilis.

Leontodon là một chi thực vật có hoa trong họ Cúc (Asteraceae).

## Phân loại

### Trước năm 1753
Năm 1671, Gaspar Bauhin đề cập tới Dens Leonis với 8 loài được mô tả, trong đó loài số 1 là Dens Leonis latiore folio với dẫn chiếu tới Taraxacon minus.
Năm 1700 (in 1719 sau khi tác giả mất), Joseph Pitton de Tournefort công bố hình minh họa cho Dens Leonis.
Năm 1721, Sébastien Vaillant công bố Dens-Leonis và Taraxaconoïdes., trong đó loài số 1 của Dens Leonis mô tả như sau: Dens-Leonis qui Taraxacon officinarum. Dens-Leonis latiore folio. B. Pinn. 126. I. R. H. 468.
Năm 1737, Carl Linnaeus công bố Leontodon trong cả Flora Lapponica và Hortus Cliffortianus. Mô tả của Leontodon trong Flora Lapponica như sau: "Leontodon calice inferne reflexo. Dens leonis, latiore folio. Bauh. Pin. 126." còn trong Hortus Cliffortianus thì gồm 2 loài như sau: 1. Leontodon calyce inferne reflexo... Dens leonis, qui Taraxacon officinarum... 2. Leontodon calyce toto erecto hispido, foliis hispidis dentatis, dentibus integerrimis. Taraxaconoides perennis & vulgaris." Như thế, trong Hortus Cliffortianus thì Linnaeus coi Leontodon bao gồm cả Dens Leonis và Taraxaconoides. Trong ấn bản 2 năm 1742 của Genera Plantarum, Linnaeus một lần nữa ghi nhận Leontodon, và nó cũng bao gồm cả Dens Leonis lẫn Taraxaconoides.
Cũng trong năm 1742, Albrecht von Haller công bố Taraxacum hợp nhất cả Dens Leonis của Tournerfort và Vaillant lẫn Taraxaconoides của Vaillant cũng như Leontodon của Linnaeus (1737), trong đó Dens Leonis có mô tả "Pappo simplici, in stipite calycis squamis imis reflexis" với 3 loài còn Taraxaconoides có mô tả là "Pappo plumoso, (Malpigh. ic. 294.) sessili, calycis squamis erectis" với 5 loài.
Năm 1751, một lần nữa Carl Linnaeus ghi nhận Leontodon như là Dens Leonis.
Cần lưu ý rằng chỉ các danh pháp công bố kể từ Species Plantarum năm 1753 của Carl Linnaeus mới ghi nhận việc áp dụng danh pháp hai phần một cách kiên định và nó được coi là điểm khởi đầu trong việc đặt tên thực vật.

### Từ năm 1753 trở đi
Năm 1753, Carl Linnaeus công bố 6 loài Leotodon, theo trật tự bao gồm L. taraxacum (dẫn chiếu tới Leontodon mà ông mô tả năm 1737 trong Flora Lapponica, nay là Taraxacum officinale hoặc gần đây ghi nhận như là phức hợp loài tạo thành tổ Taraxacum sect. Taraxacum), L. bulbosum (= Aetheorhiza bulbosa), L. dandelion (= Krigia dandelion), L. autumnale (= Scorzoneroides autumnalis), L. tuberosum (= Leontodon tuberosus) và L. hispidum (dẫn chiếu tới loài số 2 trong Hortus Cliffortianus, = Leontodon hispidus).
Năm 1754, Carl Linnaeus cung cấp mô tả chung cho Leotodon, dẫn chiếu cả Dens Leonis của Tournerfort và Vaillant lẫn Taraxaconoides của Vaillant, theo đó Dens Leonis có mô tả "Pappo simplici seu capillari gaudet et calycis squamis exterioribus reflexis" còn Taraxaconoides có mô tả "Pappo plumoso seu radiato et calycis squamis omnibus erectis distinguitur".
Năm 1757, Johann Gottfried Zinn công bố danh pháp Taraxacum. Tuy nhiên, danh pháp này là tên gọi bị loại bỏ (nomen rejiciendum) do nó đơn giản chỉ là tên gọi thay thế cho Leontodon của Linnaeus (1753) mà không có bất kỳ thay đổi nào. Điều tương tự diễn ra với Taraxacum của Christian Gottlieb Ludwig năm 1760.
Năm 1763, Michel Adanson chia Leontodon của Linnaeus (1753) thành 2 chi là Leontodon và Virea, trong đó ông giữ Leontodon cho Dens Leonis còn Virea cho Taraxaconoides. Năm 1772, Giovanni Antonio Scopoli chia Leontodon của Linnaeus (1753) thành Hedypnois (cho Dens Leonis) với 1 loài là Hedypnois taraxacum (= Taraxacum officinale) và Leontodon cho Taraxaconoides gồm 5 loài là L. hispidum, L. hirtum, L. chondrillaefolium, L. ciliatum và L. autumnale. Tuy nhiên, Hedypnois của Scopoli là danh pháp không hợp lệ (nomen illegitimum) do Philip Miller đã sử dụng danh pháp này từ năm 1754 để chỉ nhóm các loài khác cùng phân tông Hypochaeridinae trong họ Asteraceae.
Năm 1780, Friedrich Heinrich Wiggers thiết lập chi Taraxacum với loài Taraxacum officinale (là Leontodon taraxacum của Linnaeus). Các danh pháp Taraxacum và Taraxacum officinale của Wiggers đều là danh pháp được bảo toàn (nom. cons.) so với Taraxacum Zinn, 1757 nom. rej. Do vậy, Leontodon nghĩa rộng ngày nay được hiểu như là Taraxaconoïdes của Sébastien Vaillant.
Khi hiểu theo nghĩa rộng (sensu lato) thì chi này là đa ngành và bao gồm cả các loài thuộc phân chi Oporinia mà kể từ năm 2006 trở đi đã được xếp lại trong chi được phục hồi là Scorzoneroides.
Một số tác giả chia Leotodon nghĩa hẹp (sensu stricto) thành 3 tổ là Leotodon sect. Asterothrix, Leotodon sect. Leontodon và Leotodon sect. Thrincia.

## Phân bố
Các loài Leotodon là bản địa châu Âu, Bắc Phi, miền tây châu Á từ Thổ Nhĩ Kỳ, Syria ở phía tây tới Iran, Turkmenistan ở phía đông. Một số loài đã du nhập vào Australia, Canada, Hoa Kỳ, Nhật Bản, New Zealand, Zimbabwe.

## Các loài
Chi Leontodon nghĩa hẹp (sensu stricto) gồm khoảng 41 loài:
- Leontodon albanicus (F.K.Mey.) F.Conti, 2018
- Leontodon anomalus Ball, 1850
- Leontodon apulus (Fiori) Brullo, 1988
- Leontodon asperrimus (Willd.) Endl., 1842
- Leontodon balansae Boiss., 1856
- Leontodon berinii (Bartl.) Roth, 1830
- Leontodon biscutellifolius DC., 1838
- Leontodon boryi Boiss. ex DC., 1838
- Leontodon bourgaeanus Willk., 1865
- Leontodon caroliaedoi Talavera & M.Talavera, 2015
- Leontodon caucasicus (M.Bieb.) Fisch., 1812
- Leontodon crispus Vill., 1779
- Leontodon djurdjurae Coss. & Durieu ex Batt. & Trab., 1889
- Leontodon dubius (Hoppe) Poir., 1814
- Leontodon eriopodus Emb. & Maire, 1927
- Leontodon farinosus Merino & Pau, 1906
- Leontodon filii (Hochst. ex Seub.) Paiva & Ormonde, 1973
- Leontodon graecus Boiss. & Heldr., 1849
- Leontodon hellenicus Phitos, 1966
- Leontodon hirtus L., 1759
- Leontodon hispidus L., 1753
- Leontodon hochstetteri M.Moura & Silva, 2015
- Leontodon hyoseroides Welw. ex Rchb., 1832
- Leontodon incanus (L.) Schrank, 1786
- Leontodon intermedius Huter, Porta & Rigo, 1907
- Leontodon kotschyi Boiss., 1849
- Leontodon kulczynskii Popov & Chrshan., 1949
- Leontodon libanoticus Boiss., 1849
- Leontodon longirostris (Finch & P.D.Sell) Talavera, 1982
- Leontodon maroccanus (Pers.) Ball, 1878
- Leontodon oxylepis Boiss. & Heldr., 1849
- Leontodon pinetorum Pau, 1925
- Leontodon pitardii Maire, 1924
- Leontodon rigens (Aiton) Paiva & Ormonde, 1973
- Leontodon rosanoi (Ten.) DC., 1838
- Leontodon saxatilis Lam., 1779
- Leontodon siculus (Guss.) Nyman, 1855
- Leontodon stenocalathius Rech.f., 1950
- Leontodon tenuiflorus (Gaudin) Rchb., 1832
- Leontodon tingitanus (Boiss. & Reut.) Ball, 1878
- Leontodon tuberosus L., 1753

### Lai ghép
- Leontodon × carreiroi (Gand.) M.Moura & L.Silva, 2015 = L. rigens × L. saxatilis
- Leontodon × friasi M.Moura & Silva, 2015 = L. hochstetteri × L. saxatilis
- Leontodon × grassiorum Zidorn, 2017 = L. hochstetteri × L. hispidus
- Leontodon × vegetus Finch & P.D.Sell, 2006 = L. hispidus × L. saxatilis

## Sinh thái học và sử dụng
Hạt của các loài Leontodon là nguồn thức ăn quan trọng cho một số loài chim.
Tại Crete, loài Leontodon tuberosus được gọi là γλυκοβύζια (glykovyzia), γλυκοράδικα (glykoradika) hay βυζάκια (vyzakia) và người ta lấy rễ của nó để ăn tươi còn lá thì ăn ở dạng luộc.

## Chất chuyển hóa thứ cấp
Chi Leontodon nghĩa hẹp là nguồn phong phú các hypocretenolide, dạng guaiene độc đáo của các lactone sesquiterpen với vòng 12,5-lactone thay thế cho vòng 12,6 lactone thông thường.
Các phenolic tìm thấy trong Leontodon bao gồm luteolin, một loại flavonoid và các dẫn xuất của acid caffeoylquinic như acid chlorogenic và acid 3,5-dicaffeoylquinic. Ngoài ra, các loài Leontodon cũng chứa các dẫn xuất của acid caffeoyl tartaric và acid chichoric.